# Municipio de Wilson (condado de Dallas)
El municipio de Wilson (en inglés: Wilson Township) es un municipio ubicado en el condado de Dallas en el estado estadounidense de Misuri. En el año 2010 tenía una población de 1126 habitantes y una densidad poblacional de 8,1 personas por km².

## Geografía
El municipio de Wilson se encuentra ubicado en las coordenadas 37°36′57″N 92°55′59″O / 37.61583, -92.93306. Según la Oficina del Censo de los Estados Unidos, el municipio tiene una superficie total de 138.99 km², de la cual 138,66 km² corresponden a tierra firme y (0,24 %) 0,33 km² es agua.

## Demografía
Según el censo de 2010, había 1126 personas residiendo en el municipio de Wilson. La densidad de población era de 8,1 hab./km². De los 1126 habitantes, el municipio de Wilson estaba compuesto por el 97,16 % blancos, el 0,8 % eran amerindios, el 0,18 % eran asiáticos, el 0,18 % eran de otras razas y el 1,69 % eran de una mezcla de razas. Del total de la población el 0,8 % eran hispanos o latinos de cualquier raza.